# Camponotus scratius
Camponotus scratius är en myrart som beskrevs av Auguste-Henri Forel 1907. Camponotus scratius ingår i släktet hästmyror, och familjen myror.

## Underarter
Arten delas in i följande underarter:
- C. s. nuntius
- C. s. scratius

## Bildgalleri

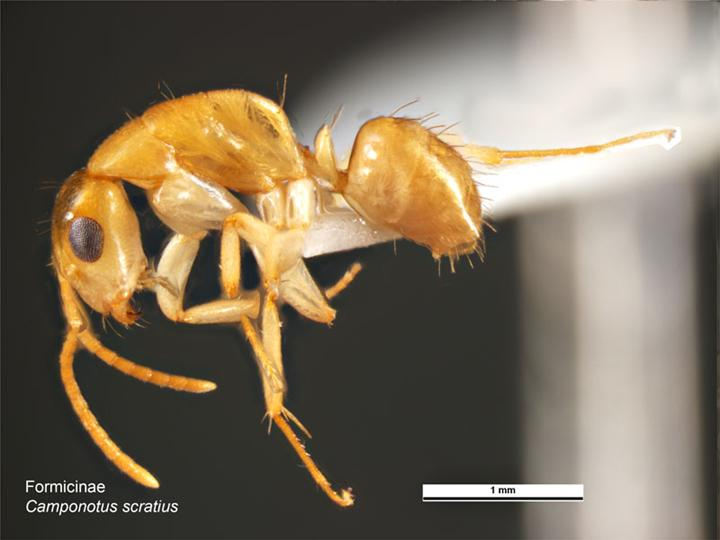